# Macrocera lacustrina
Macrocera lacustrina är en tvåvingeart som beskrevs av Coher 1988. Macrocera lacustrina ingår i släktet Macrocera och familjen platthornsmyggor.
Artens utbredningsområde är Pakistan. Inga underarter finns listade i Catalogue of Life.